# Czerniachowsk
Czerniachowsk, Wystruć (ros. Черняховск; dawn. niem. Insterburg) – miasto w Rosji, w obwodzie królewieckim, siedziba rejonu czerniachowskiego. 35,4 tys. mieszkańców w 2020.
Miejscowość położona u ujścia rzeki Instrucz do Pregoły, ok. 90 km na wschód od Królewca i ok. 40 km na południe od Sowiecka, na trasie kolejowej Królewiec – Moskwa i międzynarodowej trasie drogowej E28. Jeden z ośrodków życia polonijnego w obwodzie królewieckim (liczące 260 osób Stowarzyszenie im. Fryderyka Chopina).

## Historia

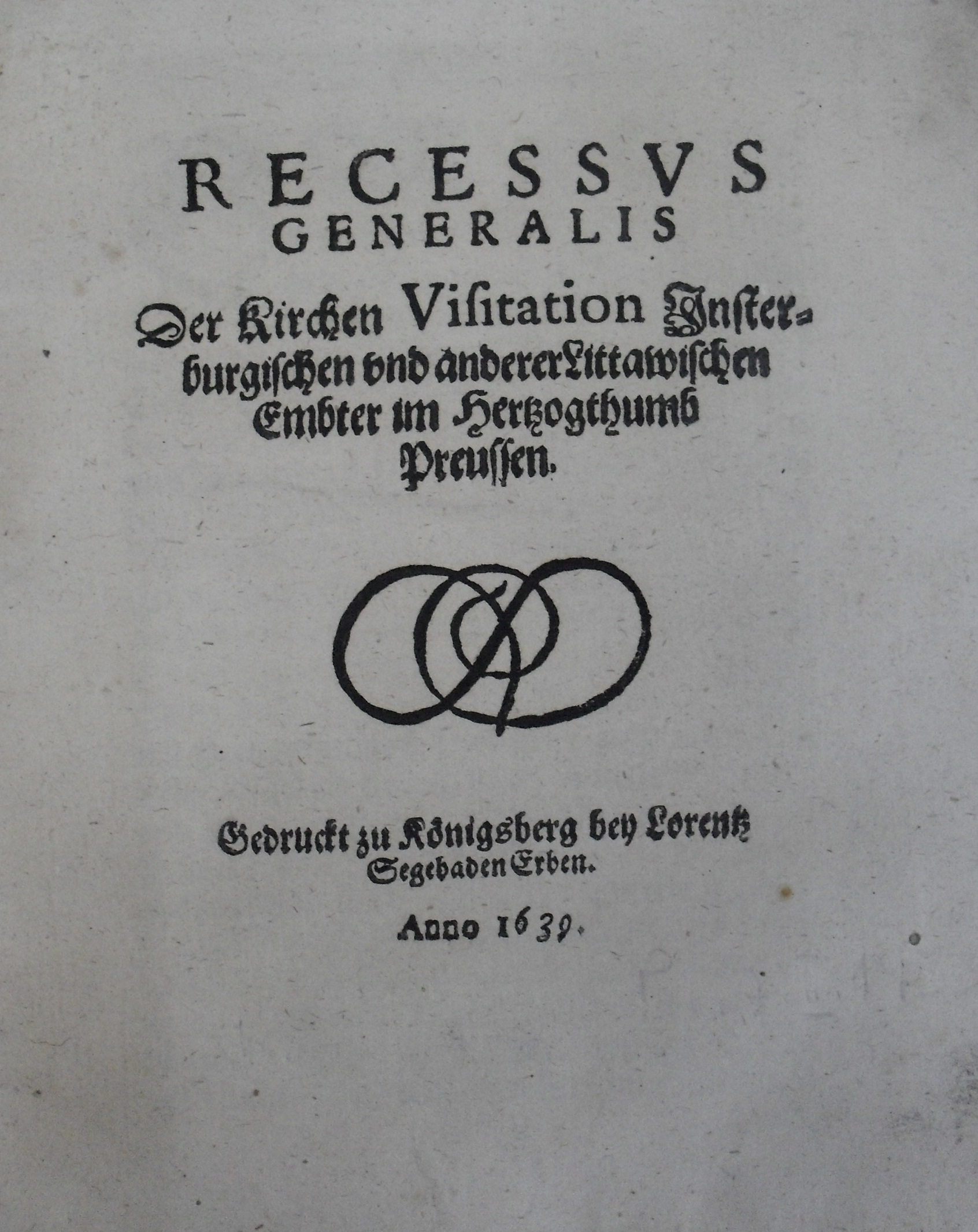
Recesy wizytacji kościelnych. Wydane w 1639 r. źródło do historii Wystruci

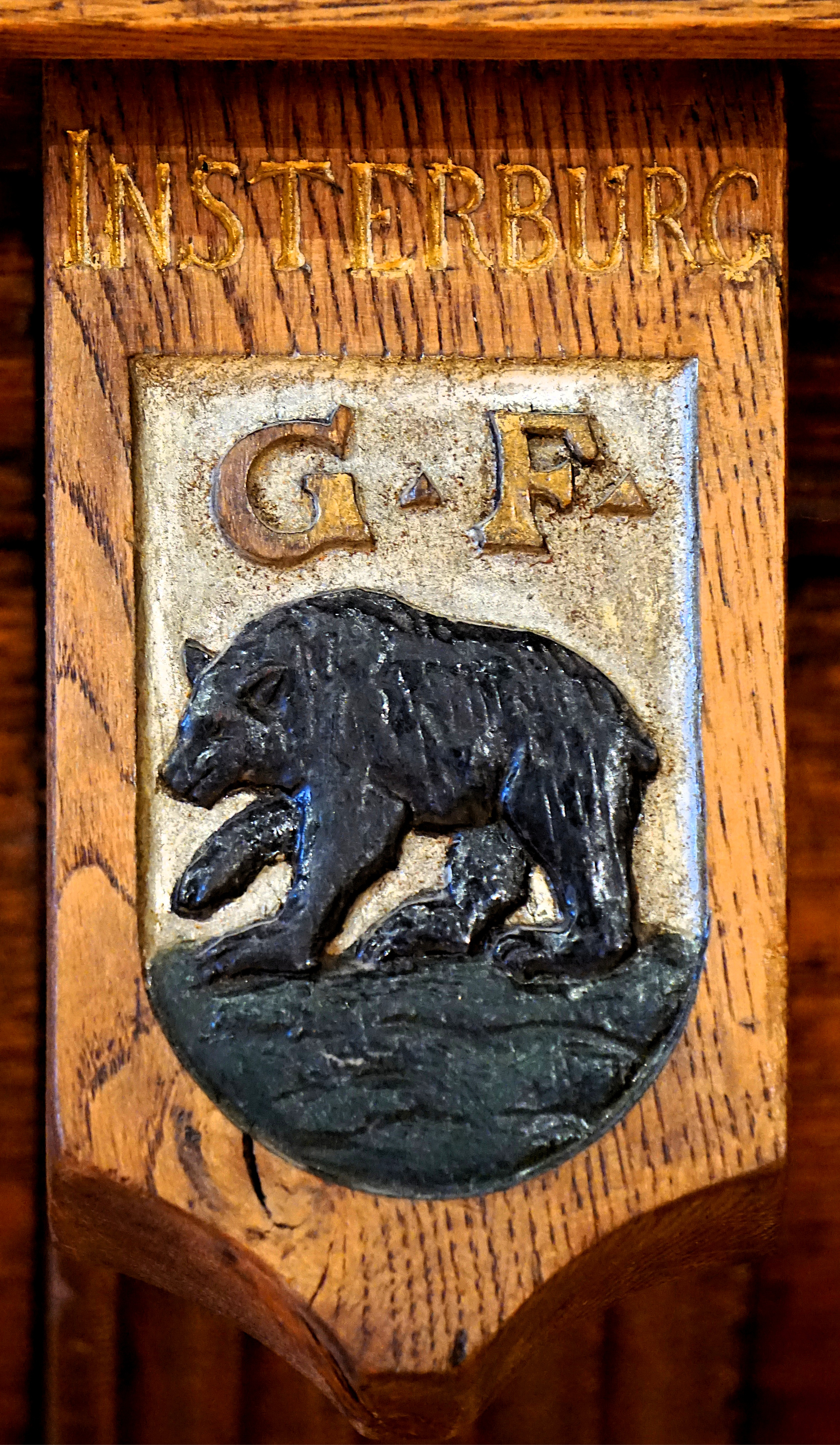
Herb Czerniachowska w sali plenarnej staromiejskiego ratusza w Gdańsku

W 1337 Krzyżacy, na miejscu zdobytej pruskiej warowni Unsatrapis, wznieśli zamek nazwany Instirburg. Zamek powstał z inicjatywy wielkiego mistrza Dietricha von Altenburga i księcia bawarskiego Henryka XIV. Od 1342/43 roku zamek był siedzibą komturii, ale po najeździe Litwinów i zniszczeniu, w 1347 roku rozwiązano konwent i jego ranga spadła do prokuratorii. W 1376 Litwini spalili osadę pod zamkiem, ale zamku przypuszczalnie nie zdobyli. W czasie wojny trzynastoletniej w 1457 zamek zdobyli Polacy. U stóp zamku rozwinęła się osada, która w 1541 uzyskała prawo targu, a 10 października 1583 prawa miejskie. 9 czerwca 1590 miasto strawił pożar, który przetrwały 9 ze 149 domów, kościół i szkoła. W 1601 roku w Wystruciu wybuchła zaraza. Potem nadszedł dobry okres dla miasta, kiedy w 1632 r. elektor Georg Wilhelm przeniósł swoją rezydencję z Królewca do Wystrucia. W latach 1643–1648 w zamku mieszkała wdowa po królu Gustawie Adolfie, królowa Szwecji Maria Eleonore. W XVII miasto podupadło za sprawą licznych przemarszów wojsk i najazdów. Kiedy Brandenburgia zawarła sojusz ze Szwecją, Tatarzy napadli na Wystruć w 1657 r. i częściowo go spalili, a także uprowadzili ze sobą wielu mieszkańców. W 1679 r. miasto zajęli Szwedzi. W 1680 r. Wystruć otrzymał także pierwszy garnizon. Potem znowu w 1690 r. wielki pożar uderzył w miasto. W 1709 w wyniku kolejnej zarazy miasto uległo wyludnieniu. W celu ożywienia miasta, sprowadzono do niego osadników z Litwy i Szwajcarii, w szczególności w 1732 roku. Pierwszy kościół zreformowany został zbudowany w 1736 roku. W czasie wojny siedmioletniej w latach 1758–1762 miasto było okupowane przez Rosjan.
Po reformie administracyjnej Prus w 1815, Wystruć stał się siedzibą powiatu (Kreis) i wszedł w skład rejencji gąbińskiej (Gumbinnen). Miasto, na początku XIX wieku liczyło 5000 mieszkańców. W 1818 zmarł tutaj rosyjski feldmarszałek Michaił Barclay de Tolly (w mieście znajduje się jego współczesny pomnik). Zgodnie ze znaczeniem Wystrucia jako siedziby Sądu Apelacyjnego, w latach 1833–1835 zbudowano duże więzienie. Od 1860 miasto stało się ważnym węzłem kolejowym, w którym krzyżowały się linie kolejowe Królewiec – Kowno i Tylża – Toruń, a także linia do Ełku. Dzięki dobrym połączeniom komunikacyjnym w mieście rozwinął się przemysł maszynowy, tekstylny i hutniczy (huta żelaza), jubilerski, chemiczny (fabryka amoniaku), budowlany (cementownia) i browarniczy. W 1885 miasto liczyło 20914 mieszkańców. W 1886 r. wybudowano rzeźnię miejską, a w 1889 r. powstały kanały ściekowe, rury wodociągowe i elektrownia.
W czasie I wojny światowej Wystruć, był krótko pod okupacją rosyjską, lecz nie doznał większych zniszczeń. Miasto posiadało także Rolniczy Klub Jeździecki, który miał duże znaczenie w regionie. Po wojnie otwarto hipodrom, na którym odbywały się liczne zawody jeździeckie, również międzynarodowe. Na hipodromie tym trenowała m.in. niemiecka reprezentacja na igrzyska olimpijskie w Berlinie. Działała również loża Libanon żydowskiej organizacji B’nai B’rith. W 1927 w mieście uruchomiono komunikację trolejbusową. W czasach międzywojennych istniały gimnazjum ze szkołą średnią, liceum dla dziewcząt z liceum, seminarium nauczycielskie, instytucja przygotowawcza, dwie szkoły średnie, cztery szkoły podstawowe i szkoły handlowe. Jeśli chodzi o bankowość, to w Wystruciu istniały oddział Reichsbank, Bank Wsi Prusów Wschodnich, Bank Wschodniego Handlu i Przemysłu. Bank miejski został otwarty 1 kwietnia 1922. W 1939 r. miasto liczyło 49 tysięcy mieszkańców.
W czasie II wojny światowej, 27 lipca 1944 miasto stało się celem brytyjskiego nalotu bombowego, który wyrządził znaczne szkody. 22 stycznia 1945 zostało zdobyte przez oddziały 3 Frontu Białoruskiego.
Po wojnie miasto włączono do obwodu królewieckiego ZSRR. W 1946 zmieniono nazwę miasta na Czerniachowsk, na cześć generała Iwana Czerniachowskiego, dowódcy sowieckiej ofensywy na Prusy Wschodnie, który zginął pod Melzakiem 18 lutego 1945. Po wojnie do miasta napłynęli osadnicy, głównie z obwodu kurskiego w Rosji. Obecnie ośrodek przemysłu maszynowego, ceramicznego i meblarskiego oraz ośrodek hodowli koni.
Od 2016 miasto jest siedzibą prawosławnej eparchii czerniachowskiej.

## Zamek krzyżacki Insterburg

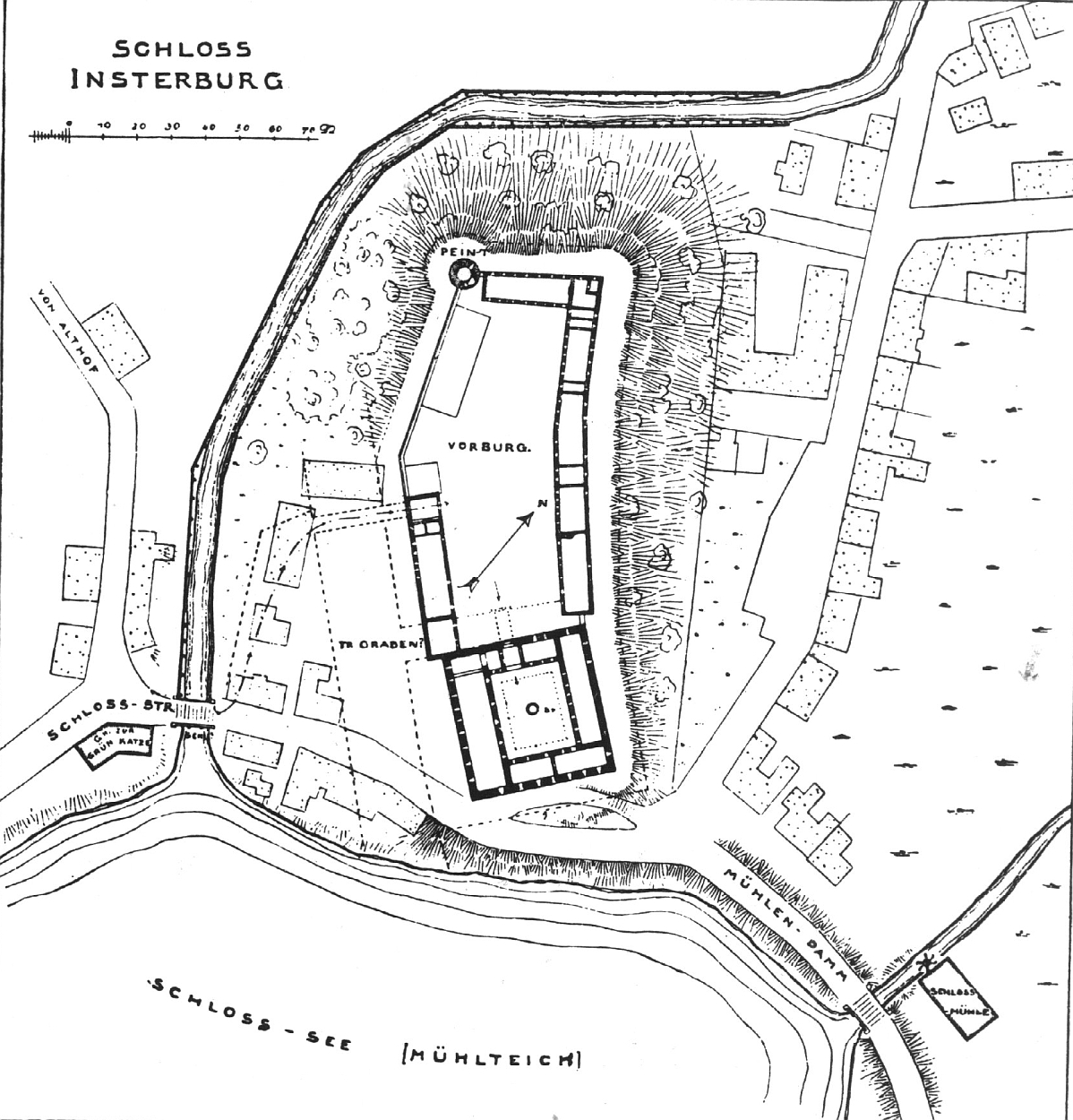
Insterburg Plan

Budowę zamku Insterborg rozpoczęto w 1337 roku z inicjatywy wielkiego mistrza Dietricha von Altenburga i księcia bawarskiego Henryka XIV. Warownia stała się ośrodkiem, z którego prowadzono najazdy zbrojne (tzw. rejzy) przeciwko Litwie. Od 1342/43 roku zamek był siedzibą komturii, ale po najeździe Litwinów i zniszczeniu, w 1347 roku rozwiązano konwent i ranga zamku spadła do prokuratorii podporządkowanej komturowi Królewca. W 1376 Litwini spalili okolice zamku, ale przypuszczalnie go nie zdobyli.  
W 1377 roku zamek wzmiankowano jako "das neu hausz" i z tą datą należy wiązać budowę obecnego zamku. Zamek zbudowano na planie kwadratu o boku około 43 metrów, bez wież i stołpu. Na dziedzińcu znajdowała się głęboka studnia. Około roku 1400 zbudowano cylindryczną wieżę - Basztę Katowską (Peinturm). W 1454 roku zamek zdobyły propolskie oddziały Związku Pruskiego. W 1455 roku zamek został odbity przez Zakon Krzyżacki. W czasie wojny trzynastoletniej w 1457 zamek zdobyli Polacy i go spalili, w wyniku czego trzeba było naprawić dach. W latach 1580–1585 prowadzono na zamku prace budowlane. W 1630 roku wzmocniono walory obronne zamku. W latach 1643–1648 w zamku mieszkała wdowa po królu Gustawie Adolfie, królowa Szwecji Maria Eleonore. W 1679 roku zamek zajęli Szwedzi. Po 1700 przebudowany na magazyn. W 1876 lub 1881 roku zamkowy dom główny został przebudowany na koszary, a skrzydło północno-wschodnie na muzeum. Restaurowany 1938 i wtedy też skuto tynk z elewacji domu głównego.  
W dniu 21 stycznia 1945 roku wojska radzieckie spaliły zamek. Następnie w ocalałych budynkach mieściła się jednostka wojskowa, a na przedzamczu "Autobaza". Po 1964 roku Sowieci rozebrali gotycką Wieżę Katowską z około 1400 roku. Obecnie większość zabudowań w ruinie. Po 1995 roku społecznicy z drużyny rycerskiej uprzątnęli ruiny i udostępnili do zwiedzania piwnice. Po 1999 roku rozpoczęto prace zabezpieczające, prowadzone przez fundację "Dom-zamok". Prace zostały przerwane na skutek przekazania zamku w 2010 roku, na podstawie ustawy uwłaszczeniowej, na rzecz rosyjskiej cerkwi prawosławnej. W ocalałej części mieści się niewielkie muzeum historyczno-krajoznawcze, obecnie własność cerkwi prawosławnej. 

## Zabytki

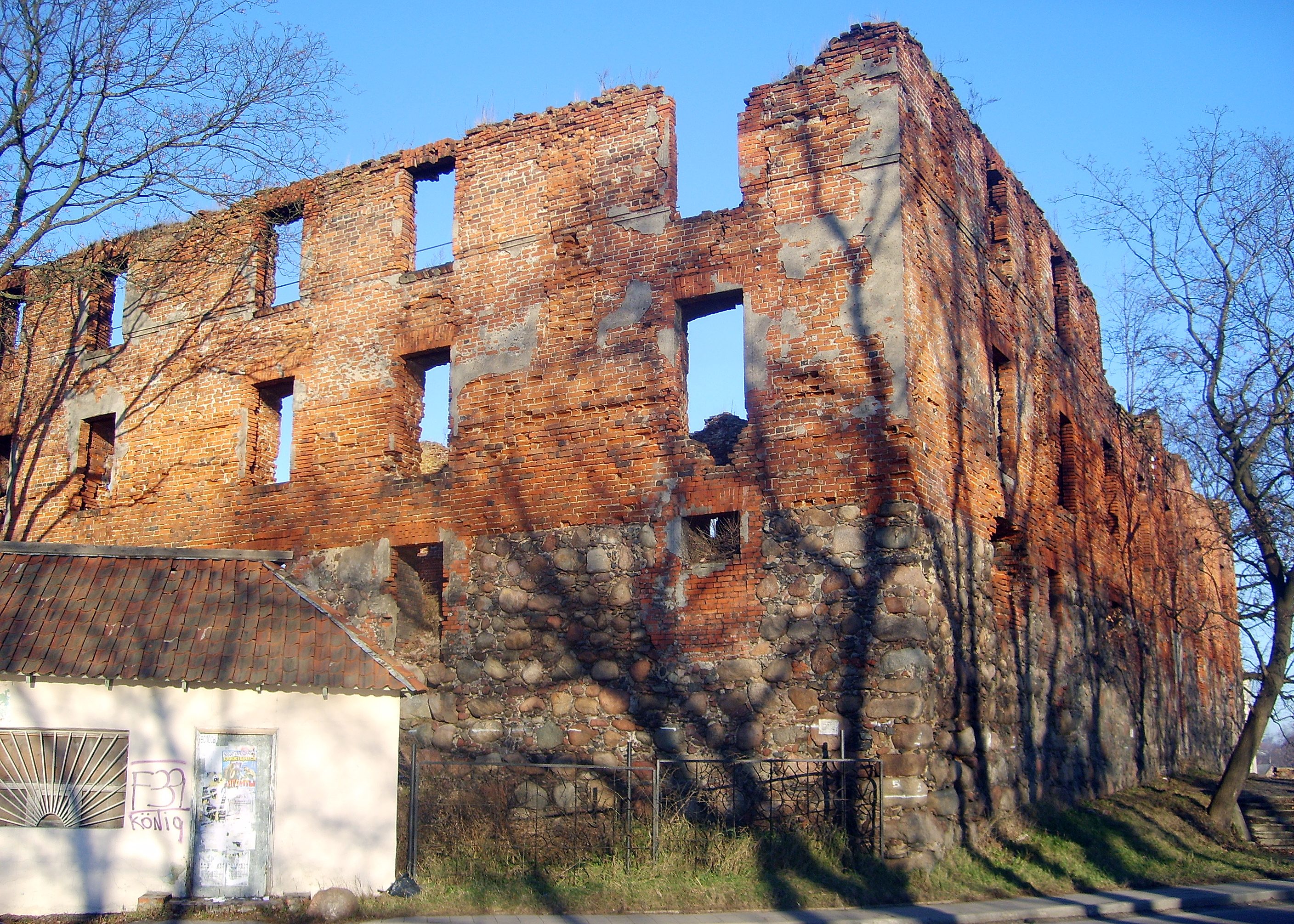
Ruiny zamku Insterburg

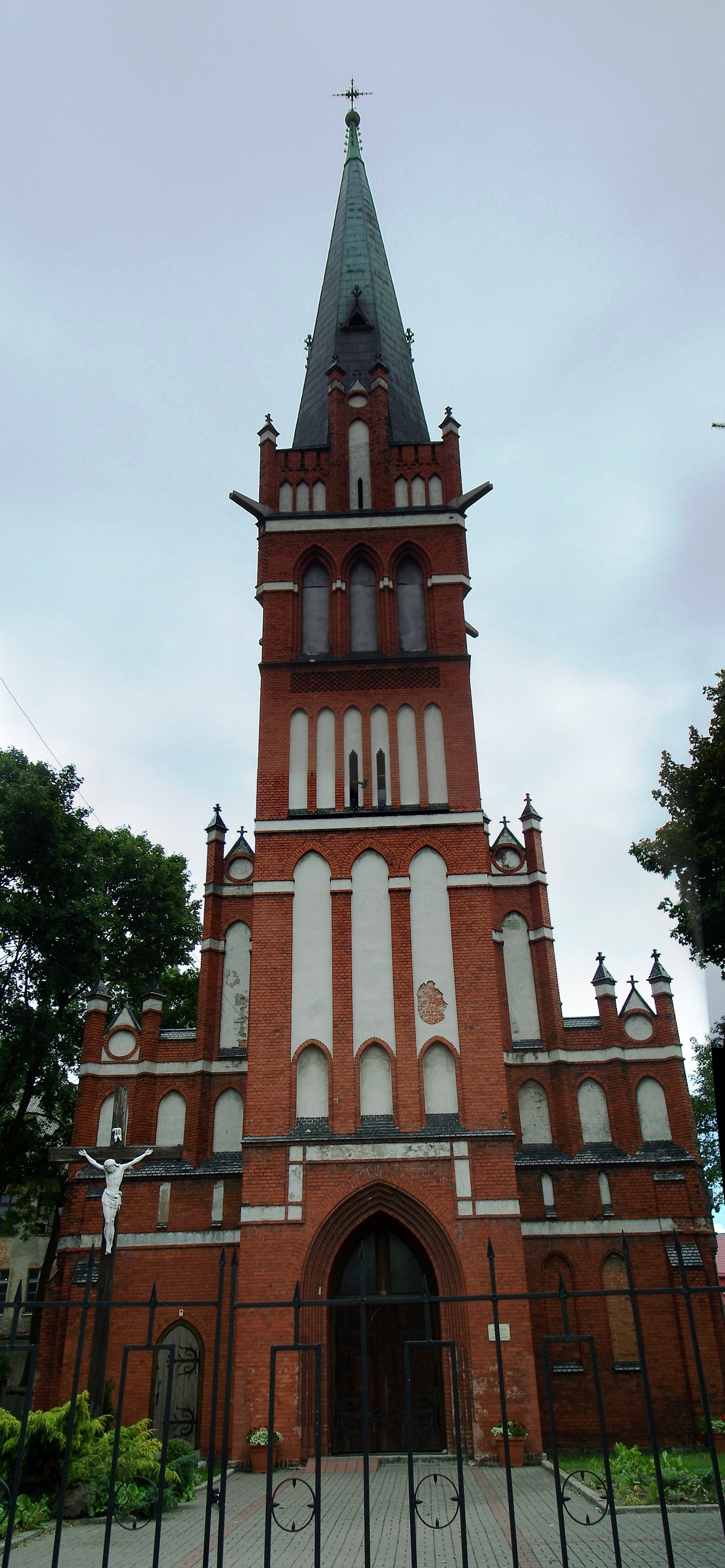
Kościół rzymskokatolicki św. Brunona

- Kościół ewangelicko-reformowany, obecnie prawosławny sobór św. Michała, duża budowla neoromańska z końca XIX w.
- Kościół katolicki św. Brunona, neogotycki, z pocz. XX w. (architekt Fritz Heitmann z Królewca), ob. prowadzony przez franciszkanów z Polski.
- Kościół Melanchtona (ewangelicki), neogotyk, zbudowany w latach 1909–1911, całkowicie przebudowany na cele przemysłowe.
- Zabudowa mieszkalna z przełomu XIX/XX w.
- Dawny szpital
- Niezachowane: m.in. kościół Lutra (parafialny ewangelicki), zbudowany w latach 1610–1612 w formach nawiązujących do średniowiecza, z wysoką wieżą i z barokowym wystrojem wnętrza; ratusz wzniesiony w 1610, przebudowany w 1809; domy mieszkalne z XVII–XVIII w.
- W pobliżu, w miejscowości Majowka, znajduje się dobrze zachowany gotycki zamek Georgenburg, wzniesiony przez biskupów sambijskich, obecnie własność cerkwi prawosławnej. Nieopodal zamku znajduje się stadnina koni, obecnie w rękach prywatnych.

## Wojsko
W pobliżu (4 km na płd.-zach.) zlokalizowana jest baza lotnictwa wojskowego.

## Polacy w Wystruci
W 1457 zamek krzyżacki w Wystruci został zdobyty przez polskie wojska. W latach 1466–1657 Wystruć była lennem Korony Królestwa Polskiego. W 1585 koło Wystruci zmarł pisarz, teolog, tłumacz i dworzanin króla Polski Zygmunta II Augusta, Marcin Kwiatkowski. Od 1607 do 1646 w wystruckim kościele wygłaszano kazania w języku polskim. W latach 1708–1710 w Wystruci mieszkał podskarbi wielki litewski Kazimierz Czartoryski. Jako fizyk w XVIII wieku pracował w Wystruci polski lekarz i poeta, Jan Fryderyk Tschepius. W 1794 w Druczlałkach koło Wystruci zmarł konfederat barski i uczestnik Sejmu Czteroletniego, Franciszek Antoni Kwilecki.
Od 1863 w Wystruci działała organizacja powstańcza, trudniąca się m.in. transportem broni do zaboru rosyjskiego dla powstańców styczniowych. Jej przywódcą w maju 1864 został Józef Racewicz. W listopadzie tegoż roku władze pruskie wykryły organizację, a w kwietniu 1865 wytoczyły w Wystruci proces kilkunastu jej członkom, w tym Racewiczowi.
Od 2000 w Czerniachowsku funkcjonuje Wspólnota Polaków im. Adama Mickiewicza.
Według danych z rosyjskiego spisu powszechnego w 2010 roku Polacy stanowili 0,4% mieszkańców miasta.

## Miasta partnerskie
- Brzeg Dolny (zawieszony)
- Mariampol (zawieszony)

Współpraca z oboma miastami zawieszona z powodu inwazji Rosji na Ukrainę.